# Bent County
Bent County is een county in de Amerikaanse staat Colorado.
De county heeft een landoppervlakte van 3.921 km² en telt 5.998 inwoners (volkstelling 2000). De hoofdplaats is Las Animas.

## Bevolkingsontwikkeling

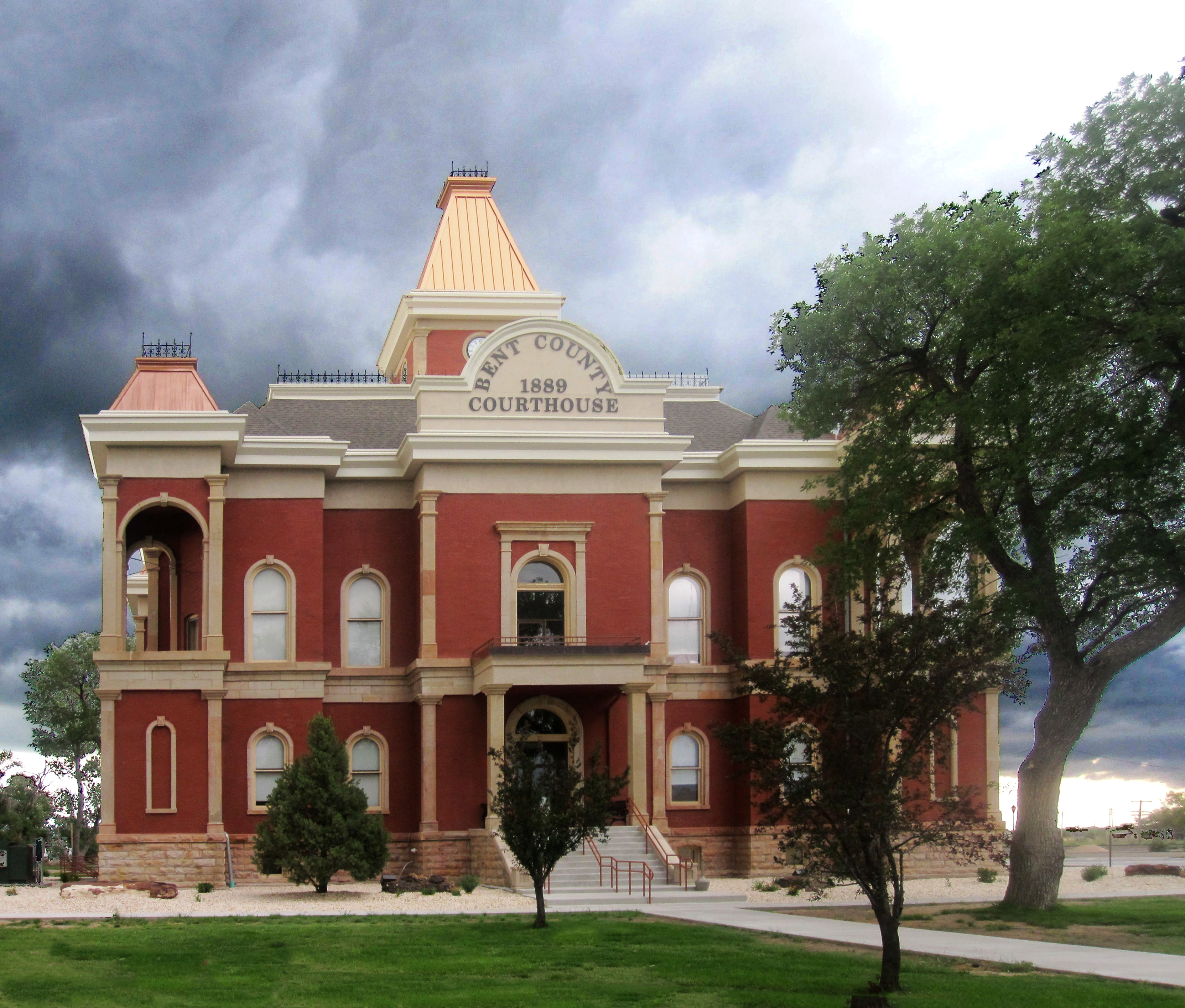
Bent County Courthouse